# Okap Biwakowy Dolny
Okap Biwakowy Dolny – jaskinia we wsi Czatachowa w województwie śląskim, w powiecie myszkowskim, w gminie Żarki. Znajduje się w lesie, przy wąskiej asfaltowej drodze z Czatachowej do osady Ostrężnik. Przez miejscowych mieszkańców nazywana jest Jaskinią Pawloki i tak też opisana jest na tabliczce umieszczonej przy szlaku turystycznym. W fizycznogeograficznym podziale Polski znajduje się na Wyżynie Częstochowskiej.

## Opis obiektu
Ma postać dość dużego schroniska i znajduje się tuż przy niebieskim Szlaku Warowni Jurajskich wiodącym na tym odcinku leśną drogą z Czatachowej do Ostrężnika. Znajduje się po jej lewej stronie w miejscu, w którym droga ta dość ostro skręca w lewo. Zlokalizowane jest w dolnej części dużej i izolowanej grupy skał. Na skałach znajdujących się powyżej jaskini uprawiana jest wspinaczka skalna i przez wspinaczy opisywane są one jako Laboratorium.
Nazwa Okap Biwakowy Dolny pochodzi stąd, że schronisko to często wykorzystywane jest do biwakowania. Powyżej, w skałach Laboratorium, znajduje się drugie schronisko o podobnej nazwie – Okap Biwakowy Górny.
Schronisko znajduje się pod dużym skalnym okapem. Ma on szerokość 12 m, wysokość 7 m i wysięg do 4 m. Od strony południowo-zachodniej jego boczną ścianę tworzy 4-metrowej długości zawalisko dużych głazów. Schronisko powstało prawdopodobnie wskutek grawitacyjnego osunięcia się skał. Zbudowane jest z gruboławicowych skalistych wapieni nachylonych pod kątem 60° ku północnemu wschodowi. Jego ściany są wymyte krasowo i porośnięte mchami, kępami zanokcicy skalnej i inną naskalną roślinnością. Jest widne i suche, bez nacieków. Namulisko jest próchniczne z dużą domieszką skalnego rumoszu.

## Historia poznania i dokumentacji
Schronisko znane było od dawna. Po raz pierwszy opisał go Kazimierz Kowalski w 1951 r. nadając mu nawę „Schronisko w Lasach Złotego Potoku V”. W październiku 2009 r. jego plan i dokumentację opracował M. Czepiel.

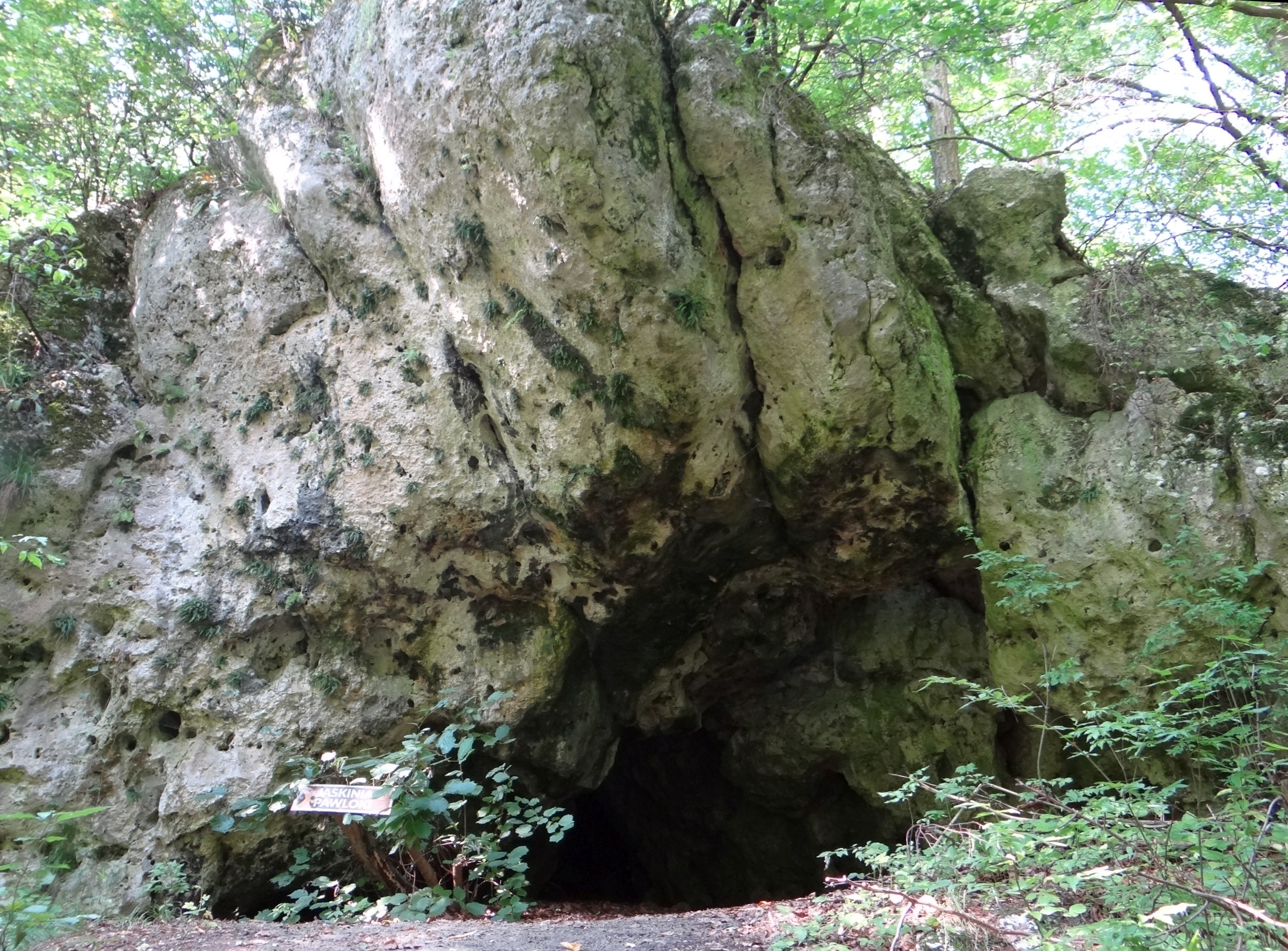
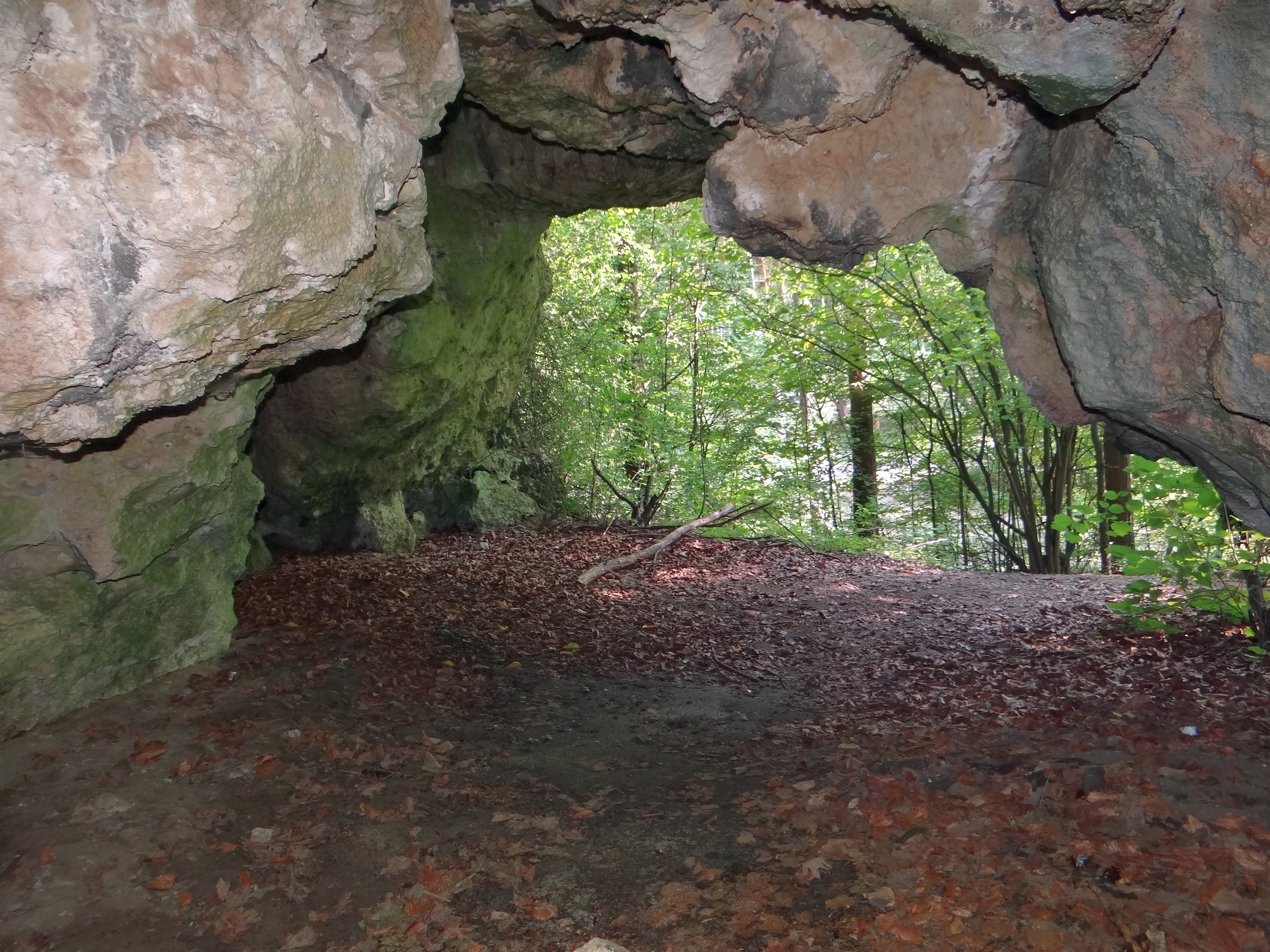
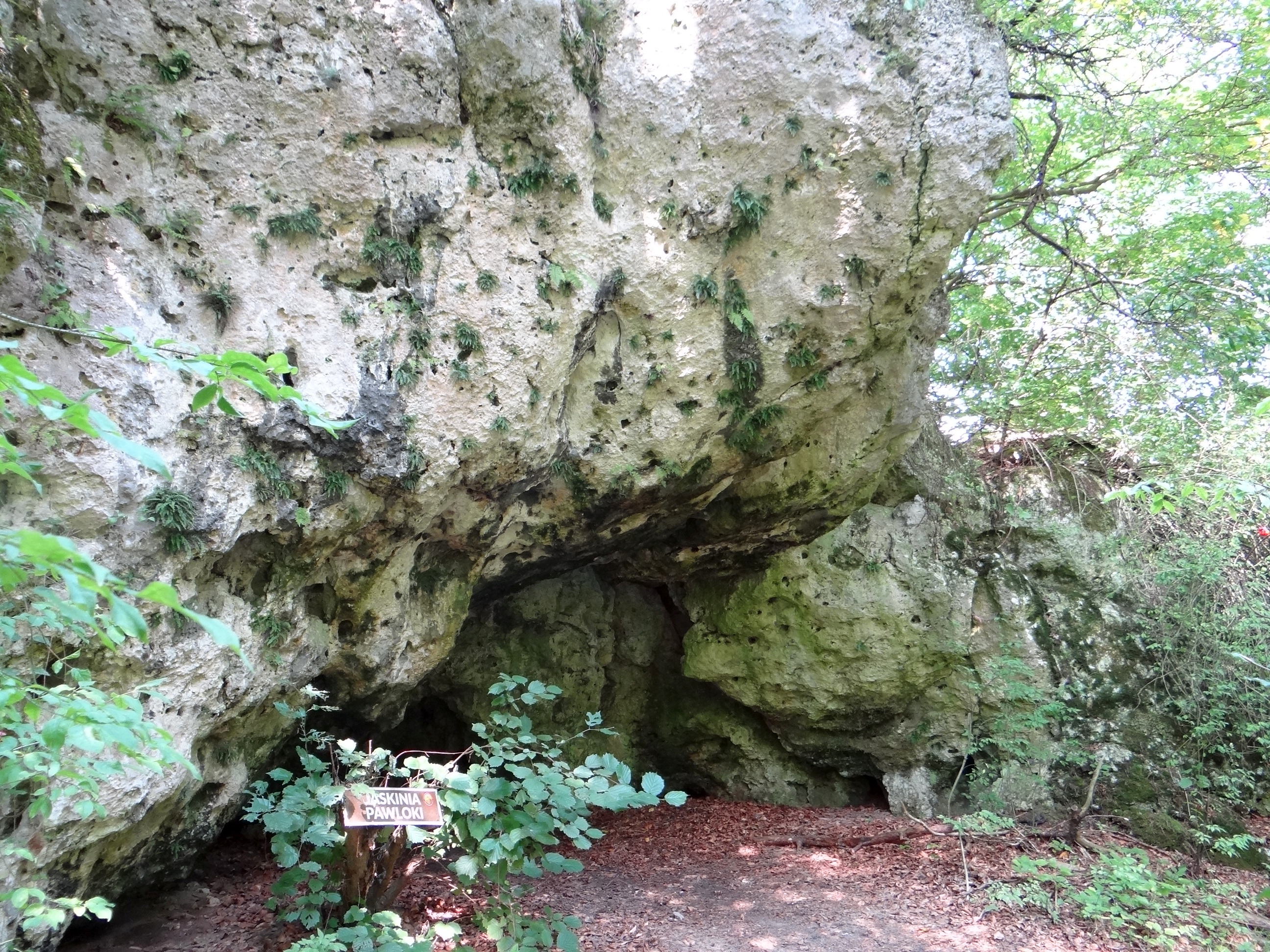